# Leonie Duval
Leonie Duval (* 3. Februar 1883 als Hedwig Dutschke in Menden; † 30. Januar 1950 in Berlin) war eine deutsche Bühnenschauspielerin mit einigen wenigen Ausflügen zum Film.

## Leben und Wirken
Die geborene Hedwig Dutschke, eine Tochter des Polizei-Sergeants August Dutschke und seiner Frau Wilhelmine, geb. Severin, erhielt im ersten Jahrzehnt des 20. Jahrhunderts eine Schauspielausbildung in Hamburg, trat anschließend in Flensburg auf und war von 1911 bis 1916 am Deutschen Theater in Hannover engagiert. Es folgten Verpflichtungen, die sie erneut an Spielstätten in Hamburg und Hannover führten. 1927/28 ging die Künstlerin auf große Südamerika-Tournee, wo sie u. a. in Buenos Aires spielte. Dort trat Duval auch als Regisseurin in Erscheinung. 1931 nahm sie, aus Südamerika heimgekehrt, eine erneute Verpflichtung nach Hannover an, ehe sie viele Jahre lang freischaffend an Berliner Bühnen wirkte. Einem festen Ensemble gehörte Leonie Duval kaum mehr an. 
Beim Film, wo sie vor allem in den Friedensjahren des Dritten Reichs zu sehen war, verkörperte Leonie Duval oftmals mütterliche Typen und einfache Frauen aus dem Volk, etwa eine Ladenbesitzerin in der „wilhelminischen“ Komödie Der Maulkorb, eine Klavierlehrerin in der Ehe- und Milieustudie Das Leben kann so schön sein, eine Fachverkäuferin in der Horney-Gottschalk-Romanze Eine Frau wie Du sowie zuletzt eine Kellnerin in Familienanschluß. Nach einer Verpflichtung an eine Hamburger Gastspieldirektion 1943/44 erhielt die Schauspielerin in der frühen Nachkriegszeit fast nur noch Angebote vom Berliner Rundfunk. Duvals letzte Lebensjahre waren von Krankheiten bestimmt. Sie starb 1950 in ihrer Wohnung am Kurfürstendamm in Berlin-Wilmersdorf.

## Filmografie
- 1933: Der sanfte Jacob (Kurzfilm)
- 1934: In Sachen Timpe
- 1934: Grüß mir die Lore noch einmal
- 1934: Schützenkönig wird der Felix
- 1935: Wunder des Fliegens
- 1936: Wird Schulte verhaftet? (Kurzfilm)
- 1936: Einer von Vielen (Kurzfilm)
- 1937: Gänseknöchlein (Kurzfilm)
- 1937: Die Posaune (Kurzfilm)
- 1937: Der Lachdoktor
- 1938: Der Maulkorb
- 1938: Der unmögliche Herr Pitt
- 1938: Das Leben kann so schön sein
- 1938: Skandal um den Hahn
- 1939: Eine Frau wie Du
- 1939: Kongo-Express
- 1941: Familienanschluß